# Емблема Андалусії
Емблема Андалусії (ісп. Escudo de Andalucía) - офіційний символ Андалусії, автономної громади Іспанії. Він містить Геркулесові стовпи, давню назву, що дається мису, який міститься коло входу до Гібралтарської протоки. Хоча його часто називають гербом (або ескудо іспанською мовою), технічно він є емблемою, оскільки він не був розроблений так, щоб відповідати традиційним геральдичним правилам. 

## Походження
Емблема згадана в угоді, складеній проавтономістською Асамблеєю Ронди в 1918 році, розробленою Блазом Інфанте, "Батьком Андалусії". Понад сімдесяти років потому в статті 3 Статуту про автономію Андалусії 1982 року зазначено: 
 Андалусія матиме власну емблему, затверджену де-юре Парламентом, в якій фігурує така легенда: "ANDALUCÍA POR SÍ, PARA ESPAÑA Y LA HUMANIDAD" (Андалусія сама, для Іспанії та для людства), беручи до уваги угоду прийнятий Асамблеєю Ронди 1918 р." 
 Фігура міфічного грецького героя Геракла (лат. Hercules), сина Зевса та смертного Алкмена, з’являється між колонами. Його бачать, як він схоплює і приручають двох левів, кожен з яких представляє силу тваринного інстинкту, над легендою: "ANDALUCÍA POR SÍ, PARA ESPAÑA Y LA HUMANIDAD". Дуга приєднується до двох стовпців з латинським написом: "ФУНДАТОР ДЕРЖАВИ ГЕРКУЛЕС". Багато з цих елементів були прийняті з гербів міста Кадіс. 
За словами Блес Інфанте, створення емблеми ні в якому разі не може розглядатися як безглуздий винахід, але як цілий ряд модифікацій традиційних андалузьких елементів: "Ми, андалузькі регіонали чи націоналісти, не придумали нічого нового. Ми просто визнали в нашій дії те, що народ створив самостійно, отже, надаючи належної цінності його історії". 
В оригінальний герб Інфанте включив слова "БЕТІКА - АНДАЛУС ", як нагадування про два найважливіші періоди історії Андалусії.